# Ричард Фарнсворт
Ричард Фарнсворт (енгл. Richard Farnsworth) је био амерички глумац, рођен 1. септембра 1920. године у Лос Анђелесу, а убио се хицем из пиштоља 6. октобра 2000. године у Линколу (Нови Мексико).